# Миене на ръце
Миенето на ръце е почистването на ръцете с вода и сапун или подобни на сапун субстанции за да се отстранят замърсявания и потенциални причинители на болести. С това се изпълнява една естетична и хигиенна функция. Хигиената на ръцете се явява най-икономичният, бърз и ефективен начин за предотвратяване на инфекциите. С миенето на ръцете от 6 до 10 пъти дневно се намялява риска от заразяване с COVID-19 или грип.
Един от първите пропагандатори за миенето на ръцете е Игнац Земелвайс, лекар и учен в Австрийската империя от унгарски произход, известен с прилагането на антисептичните методи. С цел да намали високата смъртност на родилките в условията на болниците той през 1840 г. въвежда миенето на ръцете преди операция и хлориране на инструментите. Независимо от получения ефект, той получава много трудно признание от колегите си.
Като най-ефективна се счита шестстепенната техника за миене на ръцете, която продължава от 20 до 45 сек. и включва интензивно миене между пръстите, външната и вътрешната част на дланите и под ноктите и китките. При това ефективността на измиване зависи от качеството и интензивността на триене. Задължително е изсушаването тъй като влажната кожа по-лесно се замърсява с микроби. За изсушаването трябва да се използват чисти хартиени или памучни кърпи. С използваната кърпа се затваря крана на водата.
Световната здравна организация препоръчва измиване на ръцете за минимум 20 сек. при следните случаи:
- Преди и след грижа за болен човек
- Преди, по време и след подготовка на храната, особено при работа със сурово месо и риба
- Преди хранене
- След използване на тоалетна
- След подпомагане на някой, който току-що е използвал тоалетна
- След кашляне, кихане и почистване на носа
- След допиране до животни, животинска храна или отпадъчни продукти
- След допиране до боклук
- След посещение в болнично заведение
- След работа
- След пътуване

## Приложение и пропагандиране
По данни от 2019 г. над 2 милиарда от населението в света имат ограничен достъп до необходимите санитарни условия за поддържане на хигиената на ръцете. Така например в Индия само 500 милиона от населението имат такива условия. Статистическите проучвания показват че и в редица от развитите страни, където има а необходимите условия, много хора не измиват ръцете си винаги. Така например в САЩ изследване от 2011 г. показва, че само 31 % от мъжете и 65 % от жените измиват ръцете си след ползване на тоалетна. При това само 5 % от хората ги мият правилно - достатъчно дълго, за да унищожат всички патогени.
Работниците от хранителната промишленост и медиците трябва да следят за чистотата на ръцете си през целия ден. Съгласно статистиката на Световната здравна организация от 2018 г. само 4 от 10 работници от организациите за обществено хранене си мият ръцете с необходимата чистота.
Особено важно е спазването на процедурите в условия на пандемия.

## Правилно организирано място за миене на ръце
За миене на ръцете на обществени мяста се препоръчва умивалник с по-големи размери, както и течаща топла и студена вода. На стената трябва да има монтирани дозатори за подаване на течен сапун, дезинфектант и кърпи за еднократно ползване. За предпазване на околните повърхности от пръски трябва да се монтират подходящи екрани. Препоръчва се крановете за вода да се управляват с дълъг лост или крачно. Кърпите трябва да се изхвърлят в съд за отпадъци.